# À bas les armes !
Pour plus de détails, voir Fiche technique et Distribution.
À bas les armes ! (Ned med Vaabnene) est un film danois réalisé par Holger-Madsen, sorti en 1915.

## Fiche technique
- Titre original : Ned med Vaabnene
- Titre français : À bas les armes !
- Réalisation : Holger-Madsen
- Scénario : Carl Theodor Dreyer d'après le roman de Bertha von Suttner
- Photographie : Marius Clausen (de)
- Pays de production : Danemark
- Format : Noir et blanc - 1,33:1 - Film muet
- Genre : guerre
- Durée : 73 minutes
- Date de sortie : 1915

## Distribution
- Olaf Fønss : Fr. von Tilling
- Augusta Blad (en) : Martha
- Johanne Fritz-Petersen (en) : Rosa
- Philip Bech (de) : Grev von Althaus
- Birger von Cotta-Schønberg : Konrad
- Alf Blütecher : Arno von Dotzky
- Frederik Jacobsen : Bresser
- Carl Lauritzen (en) : Knobelauch
- Ellen Ferslev
- Bertha von Suttner : Elle-même